# Cor van Velsen
Cornelius "Cor" van Velsen (Hilversum, 18 november 1921 - aldaar, 5 januari 2010) was een Nederlands illustrator en grafisch ontwerper, vooral van reclameaffiches, platenhoezen en kinderboeken. Zijn werk zou samen met die van collega's als Eppo Doeve, Frans Mettes en Koen van Os in de eerste decennia na de Tweede Wereldoorlog beeldbepalend zijn in de Nederlandse openbare ruimte. Zijn ontwerp Joy met de schil werd door het Graphic Design Museum te Breda tot grafisch icoon uitgeroepen.

## Biografie
Van Velsen werd geboren in 1921 in een katholiek gezin van negen kinderen. Op zeventienjarige leeftijd kwam hij bij reclamebureau Kastelein te werken, terwijl hij avondlessen tekenen volgde bij een academie in Amsterdam. Bij Kastelein stak hij veel op van zijn chef Pieter Kuhn, de latere maker van Kapitein Rob. In 1943 moest Van Velsen noodgedwongen opstappen wegens de razzia's voor de Arbeitseinsatz en een oproep van de Kultuurkamer en dook later onder. Tijdens zijn onderduiktijd vervalste hij persoonsbewijzen en vervaardigde kristalontvangers.
Na de bevrijding zette hij met collega-graficus Alex Jagtenberg enige tijd een atelier op, eerst in Hilversum, later in Amsterdam. Uit deze tijd dateert zijn eerste affiche, voor Barno-rubber (1945). In 1946 kreeg hij opdrachten vanuit de Regeringsvoorlichtingsdienst voor affiches om te waarschuwen tegen 'gifhandel' (zwarte handel).
In 1947 beleefde hij een doorbraak met een affiche dat bloembollenvelden in een klomp afbeeldde ter bevordering van het toerisme vanuit het buitenland. Hij had het affiche eigenmachtig ontworpen op advies van een familielid dat bij de Algemene Nederlandse Vereniging voor Vreemdelingenverkeer werkte. Hij presenteerde het bij directeur Calkoen, die eigenlijk net van plan was de klompen en molentjes uit haar uitingen te verwijderen, maar niet om dit sprekende affiche heen kon. Dit was kenmerkend voor de werkwijze van Van Velsen, die zich meestal weinig aan de wensen van zijn opdrachtgevers gelegen liet liggen en zijn eigen plan trok. 
De 'klomp' werd afgedrukt in Life als een van de drie beste reisaffiches ter wereld. Time en allerlei vakbladen volgden. Vanaf dan zat Van Velsen nooit meer om werk verlegen.
Naar eigen zeggen werd Van Velsen sindsdien vooral geïnspireerd door de Zwitserse stijl van ontwerpers als Donald Brun en Herbert Leupin, die onder meer gekenmerkt werd door het uitvergroten van kleine voorwerpen op een witte achtergrond, en daarnaast de Fransman Cassandre en de naoorlogse Poolse afficheontwerpers.

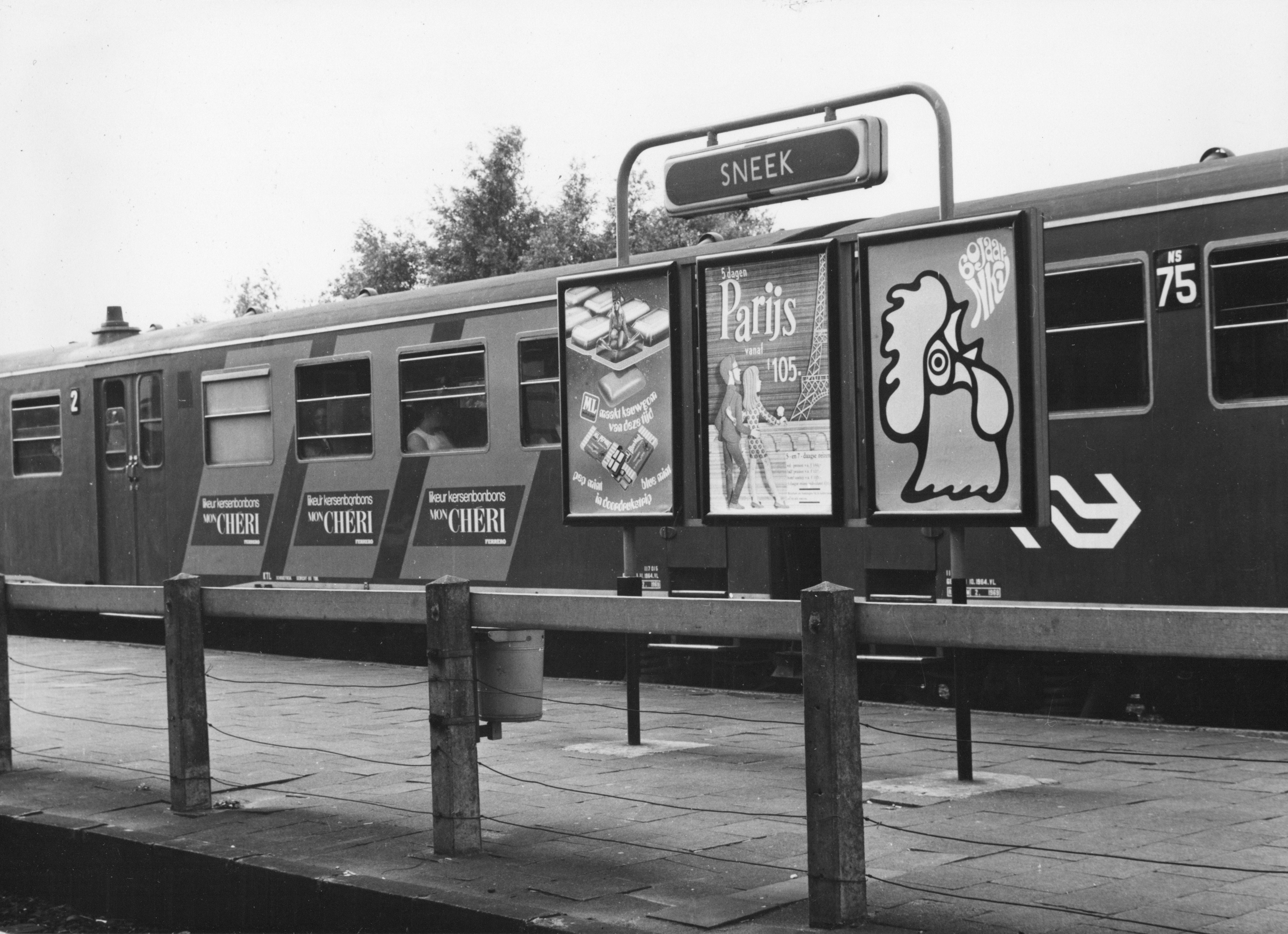
Affiche van Van Velsen voor 60 jaar NKV, rechts (oktober 1969)

Het eerste werk in deze Zwitserse stijl was 'Bestrijdt ratten en muizen', een close-up van een rat gevangen in een rattenval, uit 1948. De oorspronkelijke opdrachtgever, het Ministerie van Landbouw, had het ontwerp afgewezen wegens te cru, maar de Amsterdamse GGD en Stadsreiniging zagen er wel brood in. 
Ook het affiche '1951 naar Rome' voor de Katholieke Arbeidersbeweging (K.A.B.) leverde destijds nogal wat controverse op. In honderden brieven werd de getekende man met pet en stoppelbaard door leden van de K.A.B. als een ongepaste uitbeelding van een arbeider gezien. Van Velsen zou overigens wegens zijn katholieke achtergrond veel voor katholieke organisaties blijven ontwerpen. Voor de K.A.B. verzon hij in een moeite door ook de slogans op de affiches, zoals "We heien door" en "Steen voor steen omhoog".
In 1950 tekende Van Velsen voor het eerst het later beroemd geworden 'flesje met de schil' voor het frisdrankenmerk Joy van de Hilversumse N.V. Joh. Kosters' Handelmaatschappij. Dit zou zijn meest geprezen werk worden. In 1957 kreeg hij hiervoor de prijs voor het beste affiche van het Genootschap voor Reclame. Hij zou tot het einde van het merk in 1969 bijna alle reclame-uitingen van Joy blijven maken.
Vanaf midden jaren zestig begonnen marketingafdelingen steeds meer te bepalen hoe een affiche eruit zou zien en wat de slogan was. De invloed die iemand als Van Velsen nog kon uitoefenen werd daardoor minder.
Zijn oeuvre zou uiteindelijk 170 affiches beslaan.

## Platenhoezen
Door zijn werkzaamheden voor Philips kwam Van Velsen ook in aanraking met de Philips Phonografische Industrie. Tussen circa 1950 en 1965 zou hij enige honderden hoezen ontwerpen, waarvan zo'n honderd op elpee-formaat, grafisch het meest interessant. Zijn ontwerp 'Philips for Jazz' is een mooi voorbeeld en werd in 1956 affiche van de maand in Wenen. Vanaf de jaren zestig droogden de opdrachten op; de muziekindustrie was voor haar platendesign grotendeels overgestapt op fotografie. Vanaf 1985 kwam hij eenmalig terug met de opkomst van de cd met zo'n 120 omslagen voor NM Classics.

## Boekillustraties
Voor Godfried Bomans zou Van Velsen zes kinderboeken illustreren; een opdracht voor 25 educatieve boekjes met Godfried Bomans als auteur ging niet door vanwege het plotselinge overlijden van Bomans in 1971.

## Overig werk
Van Velsen was op allerlei gebied als grafisch vormgever actief. Hij ontwierp verpakkingen, beursstands en reclameobjecten. Het grootste project was een set verkeersborden. De trieste aanleiding was een ernstig verkeersongeluk van zijn dochter. De borden waren bolvormig voor een betere zichtbaarheid. Tot uitvoering is het nooit gekomen, een dag voordat de voorzitter van Veilig Verkeer Nederland langs zou komen om de subsidie te verstrekken verongelukte deze. Wel leverde Van Velsen sindsdien geregeld adviezen op verkeersgebied aan de gemeentes Utrecht en Amsterdam.

## Waardering
Pas in zijn nadagen zou Van Velsen erkenning voor zijn werk krijgen. Zo was er in 1993 extra aandacht op een afficheveiling voor "de weinig bekende Cor van Velsen, wiens posters nu het gezicht blijken te hebben gegeven aan de jaren '50 en '60." 
Van 15 november 2009 tot en met 21 maart 2010 werd er een overzichtstentoonstelling georganiseerd door het Affichemuseum. Hij zou de opening daarvan nog net meemaken.
- Biografisch Portaal: 22994683
- Gemeinsame Normdatei: 1081430192
- Nederlandse Thesaurus van Auteursnamen: 071140727
- RKD-Nederlands Instituut voor Kunstgeschiedenis: 79862
- Virtual International Authority File: 306164671
- WorldCat: E39PBJqk3Hj9WhxfJfG8Hx3qQq